# All-Nippon News Network
 (septembre 2024).
All-Nippon News Network (ANN ; japonais : オールニッポンニュース・ネットワーク) est un réseau de télévision commercial japonais géré par la TV Asahi Corporation (TV Asahi) à Tokyo, laquelle est contrôlée par The Asahi Shimbun Company. La responsabilité du réseau comprend la syndication des bulletins d'information télévisés nationaux à ses filiales régionales et l'échange d'actualités entre les stations. Ses stations affiliées diffusent également des programmes non informatifs provenant de TV Asahi. Fondée le 1er janvier 1970, (p161–163) et officialisée le 1er avril 1974, ANN est composé de 26 affiliés, dont deux stations doublement ou triplement affiliées à des réseaux rivaux.

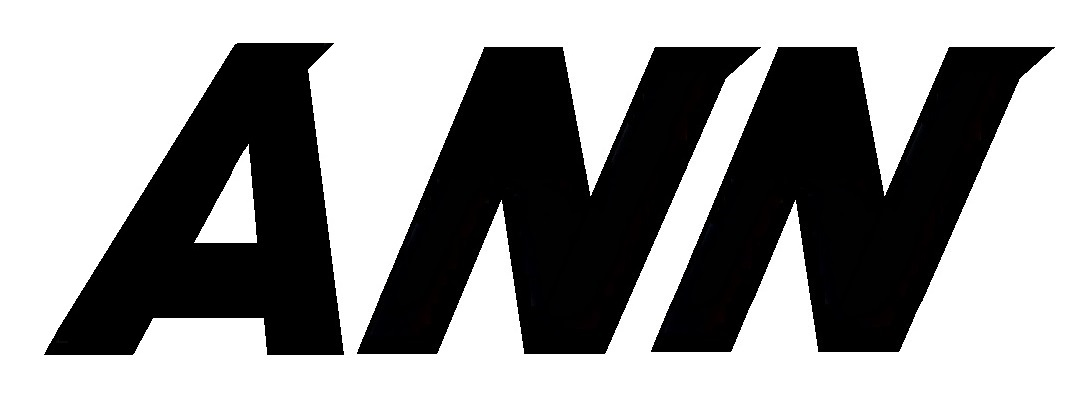
Ancien logo d'ANN (jusqu'en septembre 2003)

Entre 1989 et 2013, elle a également exploité la chaine d'information par satellite et par câble Asahi Newstar (ja).

## Liste des affiliés

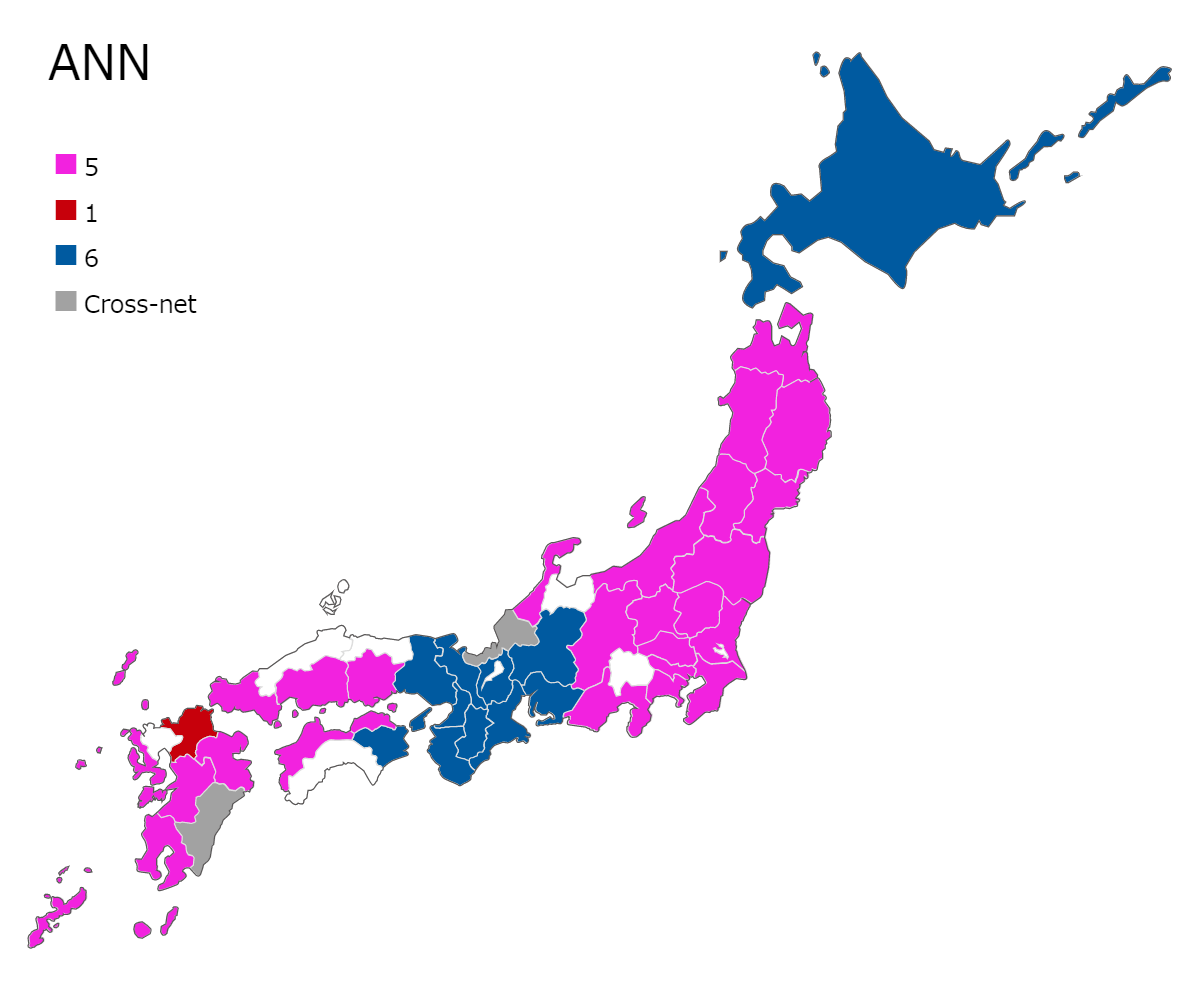
Assignation des canaux virtuel logiques des affiliées d'ANN.

Les stations sont répertoriées principalement dans l'ordre des préfectures japonaises, qui est reflété dans la norme ISO 3166-2:JP, avec des exceptions pour la région de Kantō, Aichi-Gifu-Mie, la région du Kansai (sauf Mie) et Okayama-Kagawa, qui forment respectivement un seul et même marché de diffusion à grande échelle.
| Zone(s) de diffusion        | Zone(s) de diffusion        | Station                   | Station | Station   | LCN | Début de la diffusion | Date d'affiliation | Note(s) |
| Préfecture                  | Région                      | Marque à l'antenne        | Abbr.   | Indicatif | LCN | Début de la diffusion | Date d'affiliation | Note(s) |
| --------------------------- | --------------------------- | ------------------------- | ------- | --------- | --- | --------------------- | ------------------ | --- |
| Hokkaidō                    | Hokkaidō                    | Hokkaidō TV               | HTB     | JOHH-DTV  | 6   | 3 novembre 1968       | 1er janvier 1970   | station principale |
| Aomori                      | Tōhoku                      | Aomori Asahi Hōsō (en)    | ABA     | JOAH-DTV  | 5   | 1er octobre 1991      | 1er octobre 1991   | |
| Iwate                       | Tōhoku                      | Iwate Asahi TV (en)       | IAT     | JOIY-DTV  | 5   | 1er octobre 1996      | 1er octobre 1996   | |
| Miyagi                      | Tōhoku                      | Higashinippon Hōsō (en)   | KHB     | JOEM-DTV  | 5   | 1er octobre 1975      | 1er octobre 1975   | station principale |
| Akita                       | Tōhoku                      | Akita Asahi Hōsō (en)     | AAB     | JOXX-DTV  | 5   | 1er octobre 1992      | 1er octobre 1992   | |
| Yamagata                    | Tōhoku                      | Yamagata TV (en)          | YTS     | JOYI-DTV  | 5   | 1er avril 1970        | 1er avril 1993     | Affilié d'ANN du 1er avril 1975 au 1er juillet 1979 en affiliation double ; affilié avec FNN/FNS du 1er avril 1975 au 1er avril 1993 |
| Fukushima                   | Tōhoku                      | Fukushima Hōsō (en)       | KFB     | JOJI-DTV  | 5   | 1er octobre 1981      | 1er octobre 1981   | station principale de facto |
| Région du Kantō             | Région du Kantō             | TV Asahi                  | EX      | JOEX-DTV  | 5   | 1er février 1959      | 1er janvier 1970   | tête de réseau est ; station principale                                                                                              |
| Niigata                     | Chūbu                       | Niigata TV 21 (en)        | UX      | JOUX-DTV  | 5   | 1er octobre 1983      | 1er octobre 1983   | station principale de facto |
| Ishikawa                    | Chūbu                       | Hokuriku Asahi Hōsō (en)  | HAB     | JOWY-DTV  | 5   | 1er octobre 1991      | 1er octobre 1991   | |
| Fukui                       | Chūbu                       | Fukui Hōsō (en)           | FBC     | JOPR-DTV  | 7   | 1er juin 1960         | 1er avril 1989     | Affilié secondaire ; aussi affilié avec NNN/NNS                                                                                      |
| Nagano                      | Chūbu                       | Nagano Asahi Hōsō (en)    | abn     | JOGH-DTV  | 5   | 1er avril 1991        | 1er avril 1991     | |
| Shizuoka                    | Chūbu                       | Shizuoka Asahi TV (en)    | SATV    | JOSI-DTV  | 5   | 1er juillet 1978      | 1er juillet 1978   | station principale de facto |
| Aichi et Gifu               | Chūbu                       | NBN / Mētele (en)         | NBN     | JOLX-DTV  | 6   | 1er avril 1962        | 1er janvier 1970   | station principale |
| Mie                         | Kansai                      | NBN / Mētele (en)         | NBN     | JOLX-DTV  | 6   | 1er avril 1962        | 1er janvier 1970   | station principale |
| Région du Kansai (sauf Mie) | Région du Kansai (sauf Mie) | ABC TV                    | ABC     | JOAY-DTV  | 6   | 1er décembre 1956     | 31 mars1975        | tête de réseau ouest ; station principale                                                                                            |
| Hiroshima                   | Chūgoku                     | Hiroshima Home TV (en)    | HOME    | JOGM-DTV  | 5   | 1er décembre 1970     | 1er décembre 1970  | station principale de facto |
| Yamaguchi                   | Chūgoku                     | Yamaguchi Asahi Hōsō (en) | yab     | JOYX-DTV  | 5   | 1er octobre 1993      | 1er octobre 1993   | |
| Okayama                     | Chūgoku                     | Setonaikai Hōsō (en)      | KSB     | JOVH-DTV  | 5   | 1er avril 1969        | 1er janvier 1970   | station principale de facto |
| Kagawa                      | Shikoku                     | Setonaikai Hōsō (en)      | KSB     | JOVH-DTV  | 5   | 1er avril 1969        | 1er janvier 1970   | |
| Ehime                       | Shikoku                     | Ehime Asahi TV (en)       | eat     | JOEY-DTV  | 5   | 1er avril 1995        | 1er avril 1995     | |
| Fukuoka                     | Kyūshū                      | Kyushu Asahi Hōsō (en)    | KBC     | JOIF-DTV  | 1   | 1er mars 1959         | 1er janvier 1970   | station principale |
| Nagasaki                    | Kyūshū                      | Nagasaki Bunka Hōsō (en)  | NCC     | JOXI-DTV  | 5   | 1er avril 1990        | 1er avril 1990     | |
| Kumamoto                    | Kyūshū                      | Kumamoto Asahi Hōsō (en)  | KAB     | JOZI-DTV  | 5   | 1er octobre 1989      | 1er octobre 1989   | |
| Ōita                        | Kyūshū                      | Oita Asahi Hōsō (en)      | OAB     | JOBX-DTV  | 5   | 1er octobre 1993      | 1er octobre 1993   | |
| Miyazaki                    | Kyūshū                      | TV Miyazaki (en)          | UMK     | JODI-DTV  | 3   | 1er avril 1970        | 1er avril 1976     | affilié secondaire ; aussi affilié avec FNN/FNS et NNN                                                                               |
| Kagoshima                   | Kyūshū                      | Kagoshima Hōsō (en)       | KKB     | JOTI-DTV  | 5   | 1er octobre 1982      | 1er octobre 1982   | station principale de facto |
| Okinawa                     | Kyūshū                      | Ryūkyū Asahi Hōsō (en)    | QAB     | JORY-DTV  | 5   | 1er octobre 1995      | 1er octobre 1995   | |

### Zones sans station ANN
| Préfecture | Région  | Chaine(s) de la préfecture voisine               | Collecte de nouvelles |
| ---------- | ------- | ------------------------------------------------ | --- |
| Toyama     | Chūbu   | HAB (en) (Ishikawa)                              | Bureau de TV Asahi Toyama |
| Yamanashi  | Chūbu   | TV Asahi (région du Kantō)                       | Bureau de TV Asahi Kōfu |
| Tottori    | Chūgoku | KSB (en) (Okayama et Kagawa)                     | Bureau de TV Asahi Tottori (Tottori Est) and Bureau de Yonago (Tottori Ouest)                                                    |
| Shimane    | Chūgoku | yab (en) (Yamaguchi) et HOME (en) (Hiroshima)    | Bureau de TV Asahi Matsue (Shimane Est and îles Oki), HOME (Shimane Ouest sauf Masuda et Kanoashi) and yab (Masuda and Kanoashi) |
| Tokushima  | Shikoku | ABC TV (Kansai region)                           | Bureau d'ABC TV Tokushima |
| Kōchi      | Shikoku | eat (en) (Ehime) et KSB (en) (Okayama et Kagawa) | Bureau d'ABC TV Kōchi et eat (en)                                                                                                |
| Saga       | Kyūshū  | KBC (en) (Fukuoka)                               | Bureau de KBC Saga |

### Anciennes stations affiliées
Un astérisque (*) indique l'ancienne filiale principale
| Zone(s) de diffusion        | Zone(s) de diffusion        | Station                     | Station | Station   | Ch. | Années d'affiliation                                   | Affiliation actuelle | Affilié ANN actuel | Note(s)        |
| Préfecture                  | Région                      | Marque à l'antenne          | Abbr.   | Indicatif | Ch. | Années d'affiliation                                   | Affiliation actuelle | Affilié ANN actuel | Note(s)        |
| --------------------------- | --------------------------- | --------------------------- | ------- | --------- | --- | ------------------------------------------------------ | -------------------- | ------------------ | -------------- |
| Aomori                      | Tōhoku                      | Aomori TV (en)              | ATV     | JOAI-TV   | 38  | 1970–1975 (secondaire)                                 | JNN                  | ABA                | [ FmrAffs 1 ]  |
| Aomori                      | Tōhoku                      | Aomori Broadcasting (en)    | RAB     | JOGR-TV   | 1   | 1975–1991                                              | NNN/NNS              | ABA                | [ FmrAffs 2 ]  |
| Iwate                       | Tōhoku                      | TV Iwate (en)               | TVI     | JOII-TV   | 35  | 1970–1980                                              | NNN/NNS              | IAT                | [ FmrAffs 3 ]  |
| Miyagi                      | Tōhoku                      | Miyagi TV (en)              | mm34    | JOMM-TV   | 34  | 1970–1975                                              | NNN/NNS              | KHB                | [ FmrAffs 4 ]  |
| Akita                       | Tōhoku                      | Akita TV (en)               | AKT     | JOBI-TV   | 37  | 1981–1987 (secondaire)                                 | FNN (en)/FNS         | AAB                | [ FmrAffs 5 ]  |
| Niigata                     | Chūbu                       | Niigata Sogo TV (en)        | NST     | JONH-TV   | 35  | 1970–1983                                              | FNN/FNS              | UX                 | [ FmrAffs 6 ]  |
| Nagano                      | Chūbu                       | TV Shinshu (en)             | TSB     | JONI-TV   | 30  | 1981–1991 (secondaire)                                 | NNN/NNS              | abn                | [ FmrAffs 7 ]  |
| Aichi et Gifu               | Chūbu                       | Chūkyō TV (en)*             | CTV     | JOCH-TV   | 35  | 1970–1973                                              | NNN/NNS              | NBN (en)           | [ FmrAffs 8 ]  |
| Mie                         | Kansai                      | Chūkyō TV (en)*             | CTV     | JOCH-TV   | 35  | 1970–1973                                              | NNN/NNS              | NBN (en)           | [ FmrAffs 8 ]  |
| Région du Kansai (sauf Mie) | Région du Kansai (sauf Mie) | Mainichi Broadcasting*      | MBS     | JOOR-TV   | 4   | 1970–1975                                              | JNN                  | ABC                | [ FmrAffs 9 ]  |
| Tottori et Shimane          | Chūgoku                     | Nihonkai TV (en)            | NKT     | JOJX-TV   | 1   | 1959–1989 (secondaire)                                 | NNN/NNS              | N/A                | [ FmrAffs 10 ] |
| Okayama                     | Chūgoku                     | Okayama Broadcasting (en)   | OHK     | JOOH-TV   | 35  | 1 January–1 April 1970; 1 October 1970 – 31 March 1979 | FNN/FNS              | KSB                | [ FmrAffs 11 ] |
| Yamaguchi                   | Chūgoku                     | TV Yamaguchi (en)           | tys     | JOLI-TV   | 38  | 1970–1978 (secondaire)                                 | JNN                  | yab                | [ FmrAffs 12 ] |
| Yamaguchi                   | Chūgoku                     | Yamaguchi Broadcasting (en) | KRY     | JOPF-TV   | 11  | 1978–1993                                              | NNN/NNS              | yab                | [ FmrAffs 13 ] |
| Kumamoto                    | Kyūshū                      | TV Kumamoto (en)            | TKU     | JOZH-TV   | 34  | 1970–1989 (secondaire)                                 | FNN/FNS              | KAB                | [ FmrAffs 14 ] |
| Ōita                        | Kyūshū                      | TV Oita (en)                | TOS     | JOOI-TV   | 36  | 1970–1993 (secondaire)                                 | NNN/NNS et FNN/FNS   | OAB                | [ FmrAffs 15 ] |
| Kagoshima                   | Kyūshū                      | Kagoshima TV (en)           | KTS     | JOKH-TV   | 38  | 1970–1982 (secondaire)                                 | FNN/FNS              | KKB                | [ FmrAffs 16 ] |

1. ↑  Dropped the secondary affiliation after a violation on their agreement on 31 March 1975[1]. ANN programmes are then moved to RAB from 1 April 1975 until 30 September 1991. Currently affiliated to JNN
2. ↑  Désormais entièrement affilié à NNN/NNS en raison du retrait d'ANN par ATV[2]. Abandonnée avec le lancement d'ABA le 1er octobre 1991.
3. ↑  Désormais entièrement affilié à NNN/NNS; ANN programming moved to IAT when it opened on 1 October 1996.
4. ↑  Became a full-time affiliate of NNN/NNS when KHB began broadcasting on 1 October 1975[3].(p35)
5. ↑  Secondary affiliation. Akita TV partially dropped its ANN affiliation (ANN news programs no longer aired) on 1 April 1987, to focus on airing more Fuji TV programmes[4]:22. Between 1 April 1987 and 30 September 1992, AKT and ABS shared on airing select TV Asahi programmes. AKT and ABS completely dropped its ANN affiliation when AAB started broadcasting on 1 October 1992[5].(p18)
6. ↑  Secondary affiliation. NST was a triple affiliate of FNN/FNS, NNN/NNS and ANN. NNN/NNS programming moved to TNN (now TeNY) on 1 April 1981[6], and ANN programming moved to NT21 (now UX) on 1 October 1983[7].(p27)
7. ↑  Secondary affiliation from 1 October 1981 to 31 March 1991. Became a full NNN/NNS affiliate when abn started broadcasting on April 1, 1991, taking over the TV Asahi schedule from TSB[8].(p147)
8. ↑  Switched networks with NBN on 1 April 1973, owing to a conflict between the two networks, the decision was taken on 28 December 1972, and CTV then joined NNN/NNS[9].(p85)
9. ↑  Primary affiliation between 1 January 1970 and 30 March 1975[10].(p341–342) Swapped networks with ABC on 1 April 1975, because of ownership issues: all stations owned by (and linked to) The Asahi Shimbun were now required to become affiliates of TV Asahi[10].(p345) As a result, MBS was now a JNN affiliate, and is still a significant producer for the network.
10. ↑  Secondary affiliation from the founding of the network (3 March 1959) until 30 September 1989[11]. NKT, BSS, and TSK now carry some TV Asahi shows on their schedules. There is currently no primary ANN affiliate based in the San'in region (comprising Tottori and Shimane).
11. ↑  Became a full-time FNN/FNS affiliate in 1979. ANN programming moved to KSB. The reason this was made was because the station, unlike KSB, did not broadcast to nearby Kagawa until 1979.
12. ↑  Secondary affiliation from 1 April 1970 to 30 September 1978, only used to provide programming. Changed networks to a dual network affiliate of JNN and FNN/FNS between 1 April 1970 and 31 August 1978. ANN programming moved to KRY on October 1, 1978[12].
13. ↑  Dropped ANN programming in favor of a full-time NNN/NNS affiliation on 30 September 1993[13].(p190) TV Asahi programming moved to yab the following day.
14. ↑  Secondary affiliation from 1 January 1970 to 30 September 1989. ANN programming moved to KAB when it opened on 1 October 1989[14].(p34–35, 144–145)
15. ↑  Secondary affiliation; ANN programming moved to OAB in 1993. Currently, TV Oita is an affiliate of NNN/NNS, holding a secondary affiliation with FNN/FNS.
16. ↑  Secondary affiliation from 1 January 1970 to 30 September 1982. ANN programming moved to KKB on 1 October 1982[15].(p86) The station is now affiliated to FNN/FNS.

## JapaNews24
Depuis au moins 2018, ANN exploite JapaNews24 (japonais : 日本のニュースを24時間配信 ), un flux en ligne 24 heures sur 24 destiné principalement aux Japonais du pays et de l'étranger, disponible sur la chaine YouTube officielle d'ANN,. JapaNews24 diffuse en continu des informations provenant des bulletins d'information et des programmes d'ANN tels que Hōdō Station (ja), ainsi que du contenu du service frère AbemaNews (en), en différé et sans horaire fixe,.